# Turon de Néouvielle
De Turon de Néouvielle is een bergtop van 3.035 meter in de Franse Pyreneeën.
Het was de eerste berg van meer dan 3.000 meter in de Pyreneeën die werd beklommen. Dit gebeurde in 1797 door geoloog Henri Reboul en astronoom Jean Vidal.